# Георгий Победоносец (монета)
Георгий Победоносец — инвестиционная монета, эмитируемая Центральным банком России.
С 1 февраля 2006 года выпускается золотая монета номиналом 50 рублей, с 2009 года — также серебряная номиналом 3 рубля. 1 августа 2012 года выпущены золотые монеты номиналом 50 рублей и 100 рублей, имеющие качество пруф. 25 июня 2021 года выпущены золотые монеты номиналом 25 рублей, 100 рублей и 200 рублей, имеющие качество анциркулейтед.
Суммарный тираж золотой монеты Георгий Победоносец является наибольшим среди всех российских инвестиционных монет.

## Параметры монет
| Номинал       | Качество | Металл, проба    | Масса общая, г. | Содержание химически чистого металла не менее, г. | Диаметр, мм.  | Толщина, мм. | Годы выпуска                                | Тираж, шт. (на 01.01.2016) |
| ------------- | -------- | ---------------- | --------------- | ------------------------------------------------- | ------------- | ------------ | ------------------------------------------- | -------------------------- |
| 10 000 рублей | АЦ       | золото 999/1000  |                 | 1000,0                                            | 100,0         |              | 2024                                        |                            |
| 200 рублей    | АЦ       | золото 999/1000  | 31,37 (±0,23)   | 31,1 (≈ 1 тройская унция)                         | 33,00 (±0,30) | 2,80 (±0,30) | 2021, 2023—2024                             |                            |
| 100 рублей    | пруф     | золото 999/1000  | 15,72 (±0,15)   | 15,55 (≈ 1⁄2 тройской унции)                      | 30,0 (±0,25)  | 1,7 (±0,20)  | 2012                                        | 10 000                     |
| 100 рублей    | АЦ       | золото 999/1000  | 15,72 (±0,15)   | 15,55 (≈ 1⁄2 тройской унции)                      | 30,0 (±0,25)  | 1,7 (±0,20)  | 2021, 2023—2024                             |                            |
| 50 рублей     | пруф     | золото 999/1000  | 7,89 (±0,10)    | 7,78 (≈ 1⁄4 тройской унции)                       | 22,60 (±0,15) | 1,60 (±0,20) | 2012                                        | 10 000                     |
| 50 рублей     | АЦ       | золото 999/1000  | 7,89 (±0,10)    | 7,78 (≈ 1⁄4 тройской унции)                       | 22,60 (±0,15) | 1,60 (±0,20) | 2006-2010, 2013, 2014—2015, 2018—2025, 2026 | 4 250 000                  |
| 25 рублей     | АЦ       | золото 999/1000  | 3,20 (±0,08)    | 3,11 (≈ 1⁄10 тройской унции)                      | 16,00 (±0,12) | 1,30 (±0,20) | 2021, 2023                                  | 100 000                    |
| 3 рубля       | АЦ       | серебро 999/1000 | 31,5 (±0,35)    | 31,1 (≈ 1 тройская унция)                         | 39 (±0,3)     | 3,1 (±0,35)  | 2009-2010, 2015—2025, 2026                  | 880 000                    |

## История монеты
В 1995 году была выпущена первая в истории современной российской нумизматики инвестиционная монета — «Соболь», выполненная из серебра, имела номинальную стоимость в 3 рубля. 
В 2000-х годах запасы золотой монеты «Червонец» («Сеятель») в хранилищах Центрального банка Российской Федерации стали подходить к концу, поэтому было принято решение о выпуске новой инвестиционной золотой монеты. Такой монетой стала монета Георгий Победоносец, которая была выпущена в феврале 2006 года тиражом 150 000 штук. По мере необходимости было решено их дочеканивать, что и было сделано в январе 2007 и 2008 гг. тиражами 500 000 и 630 000 штук соответственно. Золотая монета Георгий Победоносец выпускалась ежегодно с 2006 по 2010 год, затем в 2013 («2012» на аверсе), 2014, 2015 и 2018—2020 годах, её суммарный тираж является наибольшим среди всех российских инвестиционных монет. Всего на производство этих монет было израсходовано более 27 тонн чистого золота.
В 2009, 2010 и 2015—2020 годах Банк России выпускал серебряную (999 пробы) монету Георгий Победоносец массой 31,1 г (≈ 1 тройская унция) и номиналом 3 рубля.
Монеты Георгий Победоносец всех годов выпуска чеканились как на Московском, так и на Санкт-Петербургском монетном дворе (обозначение на аверсе ММД или СПМД, соответственно).
В 2011 году монета Георгий Победоносец не выпускалась. В то же время в 2011—2013 годах в рамках программы по выпуску монет, посвященных XXII Зимним Олимпийским играм и XI Паралимпийским зимним играм 2014 года в Сочи, были выпущены золотые и серебряные инвестиционные монеты номиналом 3 и 50 рублей, по весу идентичные монетам Георгий Победоносец, а также золотая инвестиционная монета номиналом 100 рублей (не менее 15,55 г чистого золота, ≈1⁄2 тройской унции), все эти монеты имеют прямоугольную форму (напоминают небольшой слиток).
Изображение всадника на коне, помещаемое на современных копеечных монетах образца 1997 года, а также реверсе инвестиционных, выпускаемых Банком России, практически идентично образу христианского великомученика, который можно видеть на новгородской иконе «Чудо Георгия о змие» конца XIV века.

### Случаи появления пятен на золотых монетах
Известны случаи появления пятен на золотых монетах Георгий Победоносец, не имеющих механических повреждений, хранившихся в запаянной упаковке монетного двора. По мнению Банка России, это не характеризует такие монеты как дефектные. Эксцентричный миллионер Герман Стерлигов, позиционирующий себя как последователь русских традиций, избрал для принадлежащих ему монет традиционный средневековый способ хранения — путём закапывания в землю в секретном месте в специальных контейнерах. Однако после хранения они получили не механические, а химические повреждения (пятна), о чём у Серлигова имелось на руках экспертное заключение агентства «Эксимер». Повреждения существенно снижали стоимость монет. При этом в природной среде практически не встречаются реагенты, которые способны воздействовать на золото 999-й пробы, что вызвало сомнения в его чистоте.
Блогер «Живого журнала» Taxfree, пишущий на финансовые темы и входящий в Топ-100 ЖЖ, рассказал о своей попытке реализации этих инвестиционных монет, которые хранились у него в фирменных футлярах и ни разу извлекались после покупки в 2008 году[значимость факта?]. При этом при скупке эксперты коммерческого банка обнаружили у многих экземпляров как химические, так и механические повреждения, что существенно снизило их стоимость.
Известны различные золотые монеты Георгий Победоносец номиналом 50 рублей, на которых в процессе хранения появились пятна, патина, следы окисления, которые считаются «браком чеканки», выпущенные Санкт-Петербургским монетным двором Гознака. Как указывает специализированное издание Gold.Ru, эти дефекты характерны для монет, отчеканенных на Санкт-Петербургском монетном дворе и связаны с заводским браком, причём большие партии монет, по данным издания, были отозваны на переплавку. Монеты СПМД в настоящее время дешевле аналогичных ММД.

## Галерея
Золотые 200 рублей (анциркулейтед)
Золотые 100 рублей (пруф)
Золотые 100 рублей (анциркулейтед)
Золотые 50 рублей (пруф)
Золотые 50 рублей (анциркулейтед)
(аверсы образца 2006 года, реверс аналогичен монете 2006 года, анциркулейтед)
(аверсы образца 2006 года, реверс аналогичен монете 2006 года, анциркулейтед)
(аверсы образца 2018 года, реверс аналогичен монете 2006 года, анциркулейтед)
Золотые 25 рублей (анциркулейтед)
Серебряные 3 рубля 2009 года (аверс и реверс, анциркулейтед)
Серебряные 3 рубля 2010, 2015 годов (аверсы, реверс аналогичен монете 2009 года, анциркулейтед)
Аверсы серебряных 3 рублёвых монет 2017-2021 годов (анциркулейтед)